# 量子カスケードレーザー
量子カスケードレーザー（りょうしカスケードレーザー、英: Quantum cascade laser, QCL）は遠赤外線を発する半導体レーザーである。1994年にベル研究所のJerome Faist、フェデリコ・カパッソ、Deborah Sivco、Carlo Sirtori、Albert Hutchinson、アルフレッド・チョーにより実証された。
典型的な半導体レーザーではバルク材料のバンドギャップを横切って電子・正孔対が再結合することにより光子が放出されるが、QCLはユニポーラであり、ヘテロ接合を繰り返すことによって形成される多重量子井戸内のサブバンド間遷移を発光原理とする。このアイデアは1971年に提案された。

## サブバンド間 vs. バンド間遷移

従来の半導体レーザーにおけるバンド間遷移は単一光子を放出する。

バルク半導体結晶内では、電子は低エネルギーの電子が集中している価電子帯と、高エネルギーの電子がまばらに分布している伝導帯の2つの連続的なエネルギーバンドの1つで状態を占めることがある。2つのエネルギーバンドは電子が占有できる状態が存在しないエネルギーバンドギャップにより分離される。従来の半導体レーザーダイオードは伝導帯の高エネルギー電子が価電子帯の正孔と再結合する際の単一光子の放出により光が発生する。光子のエネルギーつまりレーザーダイオードの発光波長は使用する材料系のバンドギャップにより決まる。
しかし、QCLは光学活性領域におけるバルク半導体材料を用いない。代わりに超格子を形成する様々な材料組成の周期的な一連の薄層からなる。超格子はデバイス長にわたり様々な電位を導入し、これはデバイス長にわたり異なる位置を占める電子の確率が変化することを意味している。これは1次元多重量子井戸閉じ込めと呼ばれ、許容されるエネルギー帯域を多数の離散電子サブバンドに分割する。層の厚さを適切に設計することにより、レーザー放射を達成するために必要とされるシステム内の2つのサブバンド間の反転分布を作ることが可能である。システム内のエネルギー準位の位置は主に材料ではなく層の厚さにより決まるため、QCLの発光波長を同じ材料系で広範囲で調整することが可能である。

量子カスケード構造では、電子はサブバンド間遷移を受け光子が放出される。電子は構造の次の周期に入り、この過程が繰り返される。

さらに半導体レーザーダイオードでは電子および正孔はバンドギャップを横切って再結合した後に消滅し、光子生成においてそれ以上の役割をすることはない。しかし、単極のQCLでは1度電子がサブバンド間遷移を経て超格子の1周期で光子を放出すると、別の光子が放出される次の周期にトンネルすることができる。QCL構造を横切る際に単一の電子が複数の光子を放出させるこの過程によりこの「カスケード」という名前が生まれており、これにより半導体レーザーダイオードよりも高い出力パワーにつながる1より大きい量子効率を可能にする。

## 動作原理

### レート方程式

サブバンドの集団はサブバンド間散乱率および注入/抽出流により決定される。

QCLは通常、3準位系を基礎とする。波動関数の形成が状態間の散乱と比較して十分速い過程であると仮定すると、非時間依存シュレーディンガー方程式の解として与えられる準位間の、遷移速度をレート方程式により記述することで系をモデル化することができる。各サブバンド間は寿命 {\displaystyle \tau _{if}} (平均サブバンド間の散乱速度 {\displaystyle W_{if}}の逆数、{\displaystyle i}と{\displaystyle f}は始状態と終状態を指定する添字）で散乱され、各サブバンドの占有電子数は {\displaystyle n_{i}}（{\displaystyle i}はサブバンドを指定する添字）、サブバンドは3準位のみとすると、次のレート方程式を得る。
{\displaystyle {\frac {\mathrm {d} n_{3}}{\mathrm {d} t}}=I_{\mathrm {in} }+{\frac {n_{1}}{\tau _{13}}}+{\frac {n_{2}}{\tau _{23}}}-{\frac {n_{3}}{\tau _{31}}}-{\frac {n_{3}}{\tau _{32}}}}
{\displaystyle {\frac {\mathrm {d} n_{2}}{\mathrm {d} t}}={\frac {n_{3}}{\tau _{32}}}+{\frac {n_{1}}{\tau _{12}}}-{\frac {n_{2}}{\tau _{21}}}-{\frac {n_{2}}{\tau _{23}}}}
{\displaystyle {\frac {\mathrm {d} n_{1}}{\mathrm {d} t}}={\frac {n_{2}}{\tau _{21}}}+{\frac {n_{3}}{\tau _{31}}}-{\frac {n_{1}}{\tau _{13}}}-{\frac {n_{1}}{\tau _{12}}}-I_{\mathrm {out} }}
定常状態において、時間微分は0に等しく{\displaystyle I_{\mathrm {in} }=I_{\mathrm {out} }=I}である。N準位系に一般化した定常状態レート方程式は次のように得られる。
{\displaystyle {\frac {\mathrm {d} n_{i}}{\mathrm {d} t}}=0=\sum \limits _{j=1}^{N}{\frac {n_{j}}{\tau _{ji}}}-n_{i}\sum \limits _{j=1}^{N}{\frac {1}{\tau _{ij}}}+I(\delta _{iN}-\delta _{i1})}
吸収過程は無視できる、すなわち{\displaystyle {\frac {n_{1}}{\tau _{12}}}={\frac {n_{2}}{\tau _{23}}}=0}と仮定すると、中段のレート方程式より次の等式を得る。
{\displaystyle {\frac {n_{3}}{\tau _{32}}}={\frac {n_{2}}{\tau _{21}}}}
よって{\displaystyle \tau _{32}>\tau _{21}} (すなわち{\displaystyle W_{21}>W_{32}}) のとき{\displaystyle n_{3}>n_{2}}となり、反転分布が存在する。分布比は
{\displaystyle {\frac {n_{3}}{n_{2}}}={\frac {\tau _{32}}{\tau _{21}}}={\frac {W_{21}}{W_{32}}}}
になる。N個の定常状態速度式を全て足し合わせると両辺が恒等的に0となる自明な式が得られるため、この方程式系は劣決定系であることがわかる。すなわち、これらの式のみからはサブバンドの相対的な分布を見つけることしかできない。各サブバンドにおけるキャリアの絶対分布は、系の総キャリア面密度
{\displaystyle N_{\mathrm {2D} }=\sum \limits _{i=1}^{N}n_{i}}
が既知の場合のみこれを用いて導くことが可能である。近似的には、系内のすべてのキャリアがドープにより供給されると仮定することができる。もしドーパント種のイオン化エネルギーが無視できる場合、{\displaystyle N_{\mathrm {2D} }}はドープ密度にほぼ等しくなる。

電子の波動関数は3つの量子井戸QCL活性領域の各周期において繰り返される。上側のレーザー準位は太線で示されている。

### 活性領域の設計
散乱率は、サブバンドの電子波動関数を決定する超格子における層の厚さを適切に設計することで調整される。2つのサブバンド間の散乱率はサブバンド間の波動関数とエネルギー間隔の重なりに大きく依存する。図は3量子井戸(3QW)QCL活性領域および注入器における波動関数を示す。
{\displaystyle W_{32}}を減少させるために、上部および下部レーザー準位の重複を低減する。これは上部レーザー準位が主に3QW活性領域の左側井戸に局在するように層の厚さを設計することによりしばしば達成されるが、より低いレーザー準位波動関数は主に中央および右側井戸に存在するようになる。これは対角遷移として知られている。垂直遷移は上部レーザー準位が主に中央・右側井戸に局在するものである。これは重複を増加させ、したがって反転分布を減少させる {\displaystyle W_{32}}を増加させるが、これは放射遷移の強度を増加させ結果的に利得が増加する。
{\displaystyle W_{21}}を増加させるために、より低いレーザー準位および接地準位の波動関数は良い重複を有し、{\displaystyle W_{21}}さらに増加させるためにはサブバンド間のエネルギー間隔は縦方向光学(LO)フォノンエネルギーと等しくし共鳴LOフォノン-電子散乱がより低いレーザー準位を急速に減少することができるように設計される。

## 材料系
最初のQCLはInP基板に格子整合したGaInAs/AlInAs材料系で製造された。この材料系は520meVの伝導帯オフセット（量子井戸深さ）を有する。これらのInPベースのデバイスは中赤外線スペクトル範囲にわたり非常に高レベルの性能に達し、室温以上で高出力で連続波発光を達成する。
1998年、GaAs/AlGaAsのQCLが Sirtoriらにより実証され、量子カスケードの発想が1つの材料系に限定されないことを証明した。この材料系は障壁のアルミニウム率に依存して量子井戸深さが変化する。GaAsベースのQCLは中赤外線でInPベースのQCLの性能レベルと一致しないが、スペクトルのテラヘルツ領域で非常に成功していることが証明されている。
QCLの短波長限界は量子井戸深さにより決定され、近年では短波長発光を達成するために非常に深い量子井戸を有する材料系で開発されている。InGaAs/AlAsSb材料系は深さ1.6eVの量子井戸を有し3μmで発光するQCLを製造するために使われている。  InAs/AlSbのQCLは2.1eVの量子井戸を有し、2.5μmの短波長でのエレクトロルミネセンスが観測されている。
QCLは伝統的に光学特性が悪いと考えられていた材料でのレーザー動作を可能にすることがある。シリコンのような間接バンドギャップ材料は異なる運動量の値で最小の電子および正孔エネルギーを有する。バンド間光学遷移についてはキャリアは遅い中間散乱過程により運動量を変化させ、光放出強度が劇的に低減する。しかしサブバンド間の光学遷移は伝導帯および価電子帯の最小値の相対運動量とは無関係であり、Si/SiGe量子カスケードエミッタの理論的提案がなされている。

## 発光波長
現在は2.63μmから250μmの範囲をカバーしている（磁場を印加すると355μmまでなる）。

## 光導波路

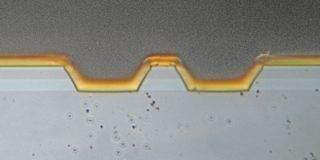
導光路をそなえるQCファセットの断面 暗灰色: InP, 薄灰色: QC層, 黒: 絶縁層, 金: 金メッキ. リッジ ~ 10 um 幅

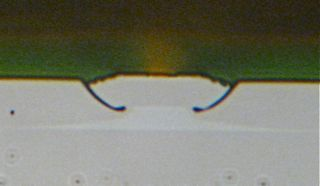
ヘテロ構造導光路を備えるQCファセットの断面 暗灰色: InP, 薄灰色: QC層, 黒:絶縁層. ヘテロ構造 ~ 10 um 幅

有用な発光デバイスを作製するために量子カスケード利得材料を処理する最初のステップは、利得媒質を光導波路に閉じ込めることである。これにより放出された光をコリメートされたビームに向けることが可能になり、光が利得媒質に戻り結合するというレーザー共振器が構築される。
2種類の導光路が一般的に使われている。リッジ導光路は量子カスケード利得媒質中に平行な溝をエッチングして、通常は~10umの幅、数mmの長さの量子カスケード材料の絶縁された溝が形成される。通常、注入電流をリッジに導通するために溝内に誘電材料が堆積され、リッジ全体が金で被覆されることによって導電性を付与し、リッジの発光時の放熱を助ける。光は導波路のへき開された端面から放射され、通常は寸法がほんの数マイクロメートルの活性領域を有する。
2番目は埋め込み型ヘテロ構造である。ここでは、QC材料も同様にエッチングされて、絶縁されたリッジが形成される。 しかし現在では、新しい半導体材料がリッジの上に形成される。 QC材料と成長した材料の間の屈折率の変化は、導光路を形成するのに十分で注入された電流をQC利得媒質に導くために、誘電体材料もQCリッジの周囲の成長した材料の上に堆積される。 埋め込み型ヘテロ構造導波路は、光が生成されている時にQC活性領域から効率的に放熱する。

## レーザーの種類
量子カスケードレーザーの利得媒質は超発光仕様で位相の揃った光を生成することが可能ではあるものの、一般的には光学共振器と組み合わせてレーザーを形成する。

### ファブリーペローレーザー
これはもっとも単純な量子カスケードレーザーである。導光路が最初に量子カスケード材料の外部に利得媒質のために形成される。半導体結晶の端部は導光路のファブリーペロー共振器を形成するために2個の平行の反射鏡を形成するように劈開、研磨される。半導体の端部の劈開面は共振器を形成するために十分な反射率を有する。ファブリーペロー量子カスケードレーザーは高出力を発生できるが通常は高い動作電流においてマルチモードである。波長はQC素子の温度を変えることによって変更できる。

### 分散帰還レーザー
帰還型(DFB)量子カスケードレーザーは望ましい波長以外の波長で放出されるのを防ぐために分散ブラッグ反射器(DBR)を導光路上に有すること以外はファブリーペローレーザーと似ている。これにより、高い動作電流でもレーザーのシングルモード動作を強制する。DFBレーザーは主に温度を変えることにより調整できるがDFBレーザーをパルスモードで駆動することによりレーザーの波長が急速にチャープされ、波長領域を高速で掃引できる。

### 外部共振器レーザー

Littrow構成における回折格子によって提供される周波数選択的光学帰還を有する外部共振器内のQC素子の模式図

外部共振器(EC)量子カスケードレーザーは量子カスケード素子をレーザー利得媒質として備える。劈開面を内部光学共振器として機能しないようにする目的で片方または両側の導光路に反射防止コーティングを施す。光学共振器を構成するために反射鏡がQC素子の外部に配置される。
仮に外部共振器内に波長選択素子が含まれるのであればレーザー放射を単一波長に抑える事が可能で、さらには発光波長を変化させることさえ可能である。一例として回折格子を使用する事により、中心波長を15%以上変化させることができる波長可変レーザーを形成するために使用される。

### 拡張調整素子
単体の集積素子のみを利用して量子カスケードレーザーの帯域を拡張するために複数の手法が存在する。集積された加熱装置は所定の動作温度で中心波長を0.7%まで拡張可能で標準的なDFB素子が0.1%未満であることと比較してバーニア効果によって作動する上部構造の格子は中心波長を4%拡大できる。

## 形成
量子ヘテロ構造を形成する2つの異なる半導体の接合界面は、分子線エピタキシー (MBE)や有機金属気相成長法(MOCVD)としても知られている有機金属気相成長法 (MOVPE)などの方法を用いて基板上に成長させる。

## 用途
ファブリーペロー(FP)量子カスケードレーザーは1998年に発売され、帰還型素子(DFB)は2004年に発売され、広帯域波長可変外部共振器量子カスケードレーザーは2006年に発売された。高出力光、可変波長領域と室温作動はQCLを環境中のガス分析や大気汚染物質の調査のような分光による遠隔観測や保安用途で便利なものにした。さらに視界不良の条件下でのクルーズコントロールでの衝突回避レーダー、産業工程制御、呼気検査のような医療診断において利用が期待される。同様にQCLはプラズマ化学においても使用される。
複数のレーザー装置で使用する場合、間欠パルスQCL分光法は毒性化学物質、爆発物、薬物等の複雑な分子の識別、定量分析に使用可能な広帯域分光領域をもたらす可能性がある

## フィクションにおいて
Star Citizenというテレビゲームでは量子カスケードレーザーを高出力のレーザー兵器として扱う。